# X²+1素数
x²+1素数问题是一個未解决的数学问题，其陳述如下：是否存在无穷个正整数x，使得x²+1為素数？
這個問題得到许多数论学者的關注，有學者認為這個問題比孪生素数猜想更加困难，因为在正整数中，x²+1的数比p+2稀少，故x²+1为素数的概率更小。
10000以內的x²+1素数為（ A002496）：2, 5, 17, 37, 101, 197, 257, 401, 577, 677, 1297, 1601, 2917, 3137, 4357, 5477, 7057, 8101, 8837。

## 歷史
在1912年的国际数学家大会上，愛德蒙·蘭道就素數理論的發展和黎曼ζ函數作演說，當中他提及四個“以目前的科學狀況無法攻克”的關於素數的問題之中，第四個問題便是：“函數u²+1在u取整數值時是否給出了無窮多個質數？”

## 推論
一般地說，設f(x)=ax^2+bx+c為整系數二次函數可以證明，若f(x)能取無窮多次的質數值，那麼a, b, c須符合以下條件：
1. a, b, c的最大公约数為1，
2. a+b和c不能都是偶数，
3. b²-4ac不是完全平方数。

一個廣義化的猜想便是，若a為正數且a, b, c符合上述3個條件，那麼f(x)便能取無窮多次的質數值（見布尼亚科夫斯基猜想）。

## 進展
1923年，英國數學家哈代和李特爾伍德猜測：
{\displaystyle \#\left(\{n:n=k^{2}+1\,{\text{and}}\,n<x\}\cap \mathbb {P} \right)\sim \prod _{p>2 \atop {p\in \mathbb {P} }}\left[1-{\frac {1}{p-1}}\left({\frac {-1}{p}}\right)\right]{\frac {\sqrt {x}}{\ln x}}}
根據弗里德蘭德-伊萬涅茨定理，存在無窮多個形如{\displaystyle a^{2}+b^{4}}的質數。
在1978年，亨里克·伊萬尼克證明了存在無窮多個x，使得{\displaystyle x^{2}+1}至多是兩個質數的積。